# Banknoty Narodowego Banku Polskiego (1948–1993)
Banknoty Narodowego Banku Polskiego (1948–1993) – banknoty Narodowego Banku Polskiego denominowane w złotych,
- wypuszczane w emisjach z datami od 1 lipca 1948 r., do 16 listopada 1993 r.,
- będące w obiegu od 30 października 1950 r., do 31 grudnia 1996 r.,
- w ramach systemu monetarnego obowiązującego w Polsce pomiędzy 30 października 1950 r. a 31 grudnia 1994 r[1][2][3].

## Banknoty polskie w latach 1950–1978
W sobotę 28 października 1950 r. została uchwalona przez zupełne zaskoczenie (odcięto telefony, zablokowano wyjścia w sejmie) ustawa wprowadzająca nowego złotego, stanowiącego równowartość 0,222168 grama czystego złota, zatem zrównanego z rublem sowieckim. Znajdujące się w obiegu znaki pieniężne pozbawiono charakteru środków płatniczych już z dniem 29 października (niedziela) – był to ostatni dzień, kiedy można było płacić „starymi złotymi”. Od poniedziałku 30 października, tylko do 8 listopada, stare pieniądze można było wymieniać w oddziałach NBP. Zaznaczono w uchwalonej ustawie, że:

…banknoty nieprzedstawione do wymiany w tym terminie unieważnia się…

W skrócie zasady reformy wyglądały następująco:
- kurs złotego dotychczasowego (wedle nomenklatury ustawy) do nowego złotego wynosił (w zasadzie) 100:1
- przerachowania płac i cen dokonywano jednak w stosunku 100:3
- oszczędności bankowe przeliczono wg zasad:

- do kwoty 100 tys. – 100:3
- od 100 tys. do 500 tys. – 100:2
- od 500 tys. do 1 mln – 100:1,5
- powyżej 1 mln – 100:1

- wymiana odbywała się wg powyższych zasad bez ograniczeń sumy, inaczej niż w wymianie z 10 stycznia 1945 r.
- zezwolono na regulowanie zobowiązań monetami bez ograniczenia górnej kwoty, inaczej niż w II Rzeczypospolitej w stosunku do nominałów niesrebrnych.

Mimo uchwalenia parytetu, deklarującego pokrycie nowych złotówek w złocie, nigdy nie wydano odpowiednich aktów prawnych.
Z dniem 30 października wprowadzono do obiegu monety (do 1 złotego) oraz banknoty wcześniej wydrukowanej i przechowywanej w tajemnicy emisji 1 lipca 1948. Wyższe nominały (10, 20, 50, 100 i 500 złotych) były drukowane za granicą, a 2 i 5 złotych w PWPW w Łodzi, jako uzupełnienie niższych nominałów będących w obiegu. W późniejszym czasie, po 1950 r., produkcję wszystkich nominałów przeniesiono do PWPW w Warszawie.
W pierwszej połowie lat 60. XX w. banknoty o nominałach: 2, 5 i 10 złotych wycofano z obiegu zastępując je monetami.
Dopiero w 1966 r. wprowadzono do obiegu banknot o nominale 1000 złotych z datą emisji 29 października 1965 w całkowicie zmienionej szacie graficznej.
Dla banknotów wyższych nominałów (od 20 złotych w górę), w języku potocznym pojawiło się wiele nazw:
- 20 złotych – „anielka”
- 100 złotych – „paczka” lub „tatuś”
- 1000 złotych – „koło”, „kafel”, „patyk”

### Obiegowa emisja 1 lipca 1948
Projektantem całej emisji był prof. Wacław Borowski.

#### Lista banknotów obiegowych
| Lp. | Nominał     | Awers banknotu | Rewers banknotu |
| --- | ----------- | -------------- | --------------- |
| 1   | 2 złote     |                |                 |
| 2   | 5 złotych   |                |                 |
| 3   | 10 złotych  |                |                 |
| 4   | 20 złotych  |                |                 |
| 5   | 50 złotych  |                |                 |
| 6   | 100 złotych |                |                 |
| 7   | 500 złotych |                |                 |

Banknoty o nominałach 20, 50, 100 i 500 złotych były produkowane przez ponad 20 lat. W konsekwencji powstała pewna grupa odmian różniących się szczegółami jak np:
- gilosze 50-złotówki, czy
- ramka w giloszu 100-złotówki.

W XXI w. znane są również różne próby kolorystyczne projektów poszczególnych nominałów.

Próby kolorystyczne 100-złotówki
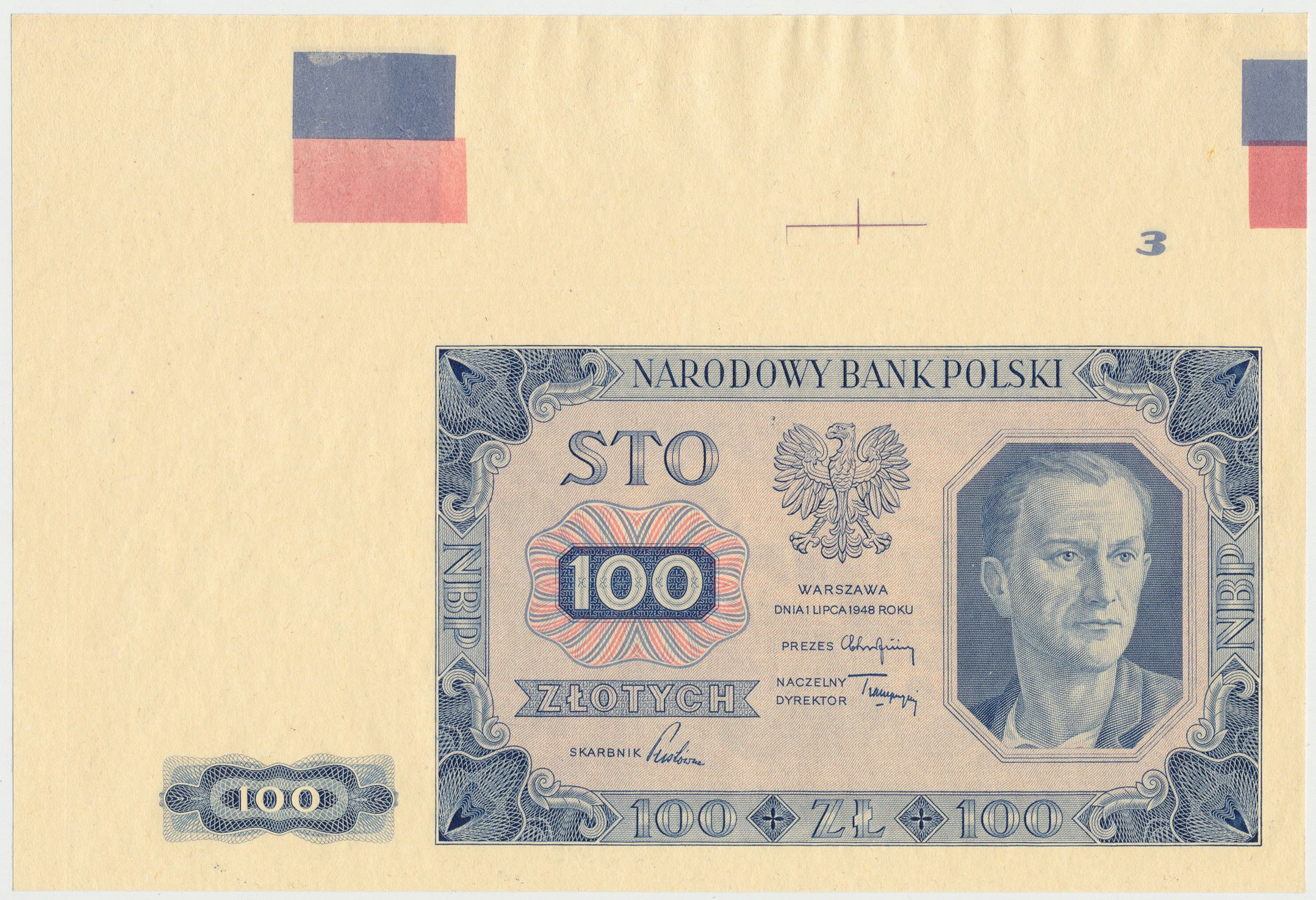
awers
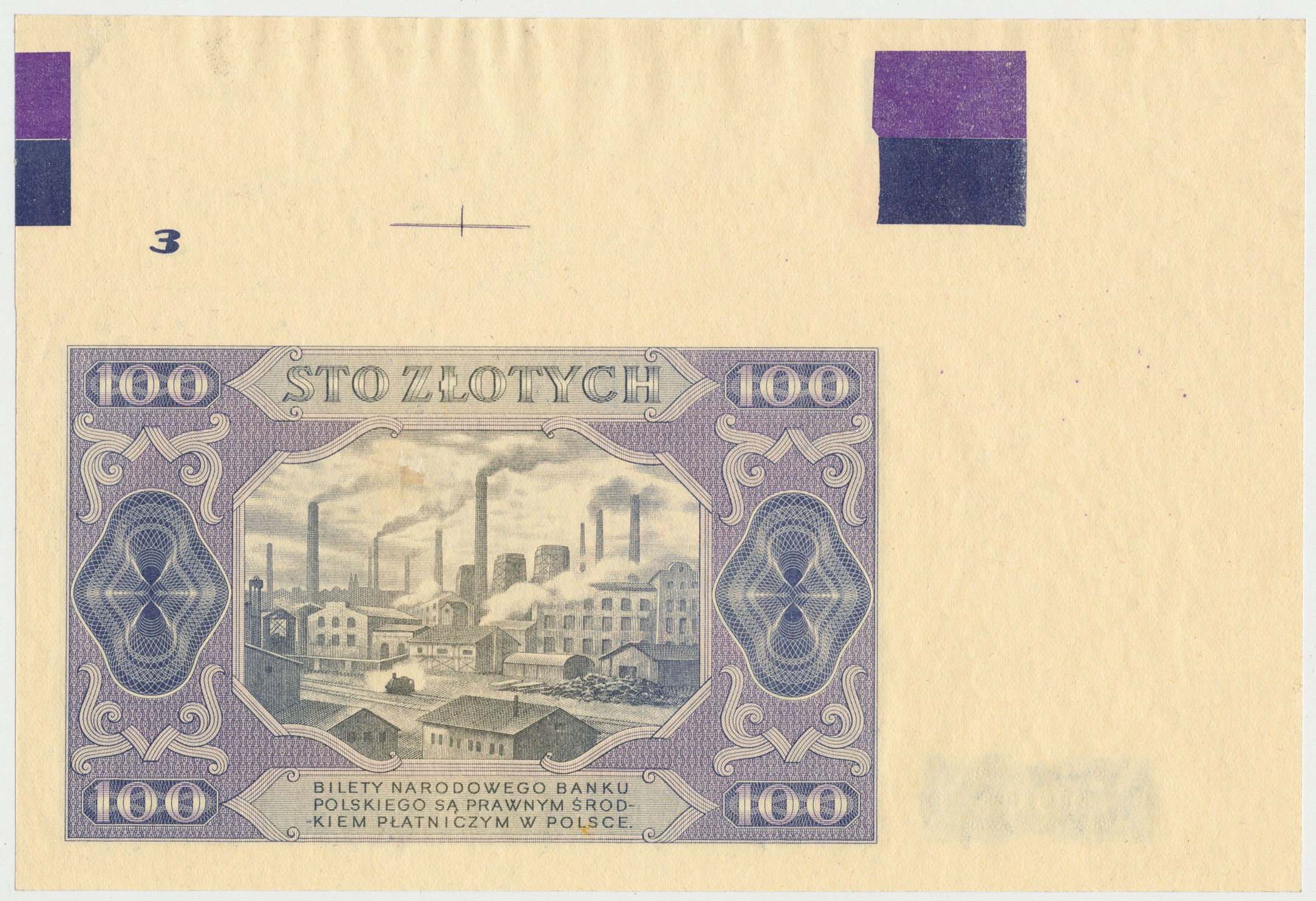
rewers
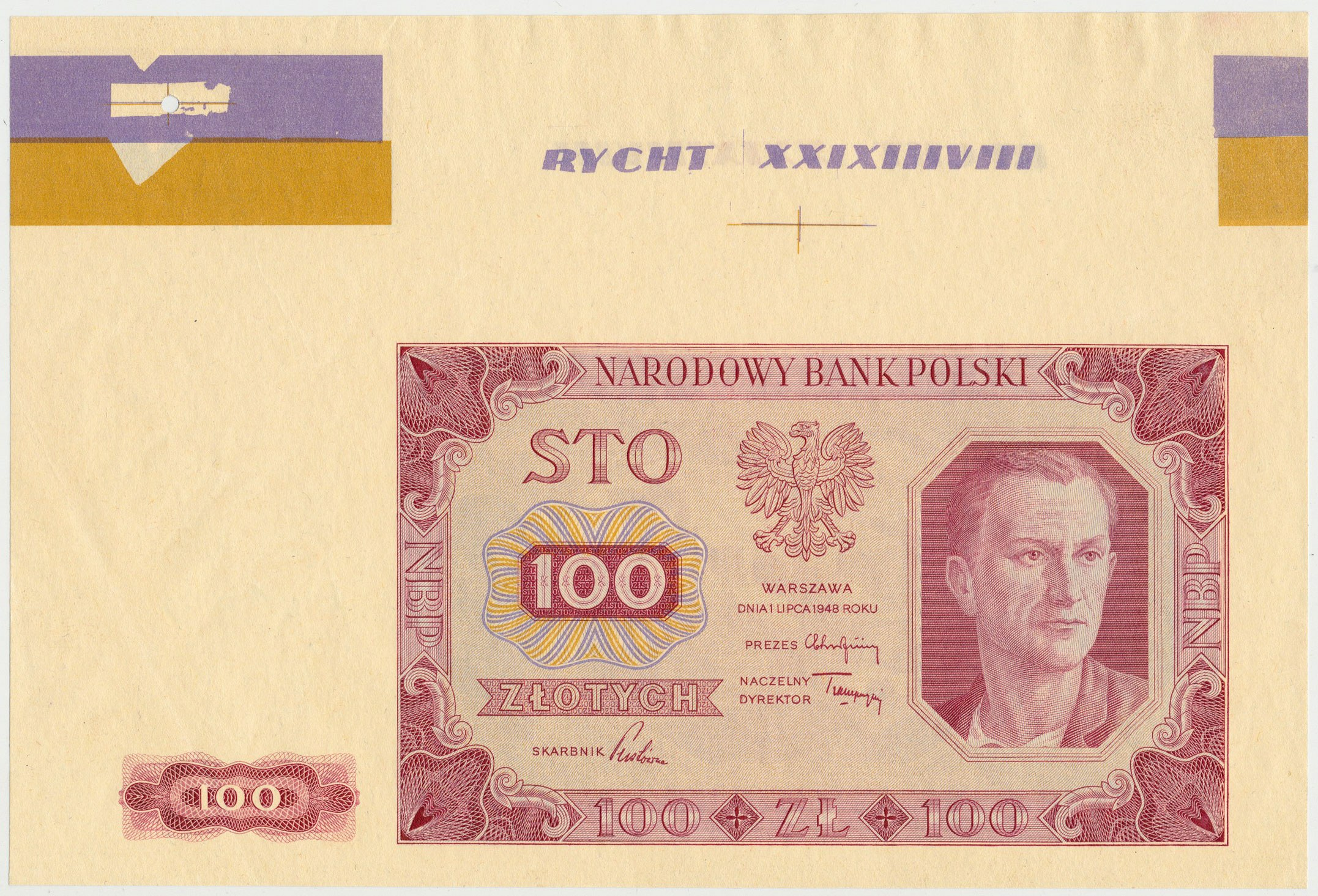
awers
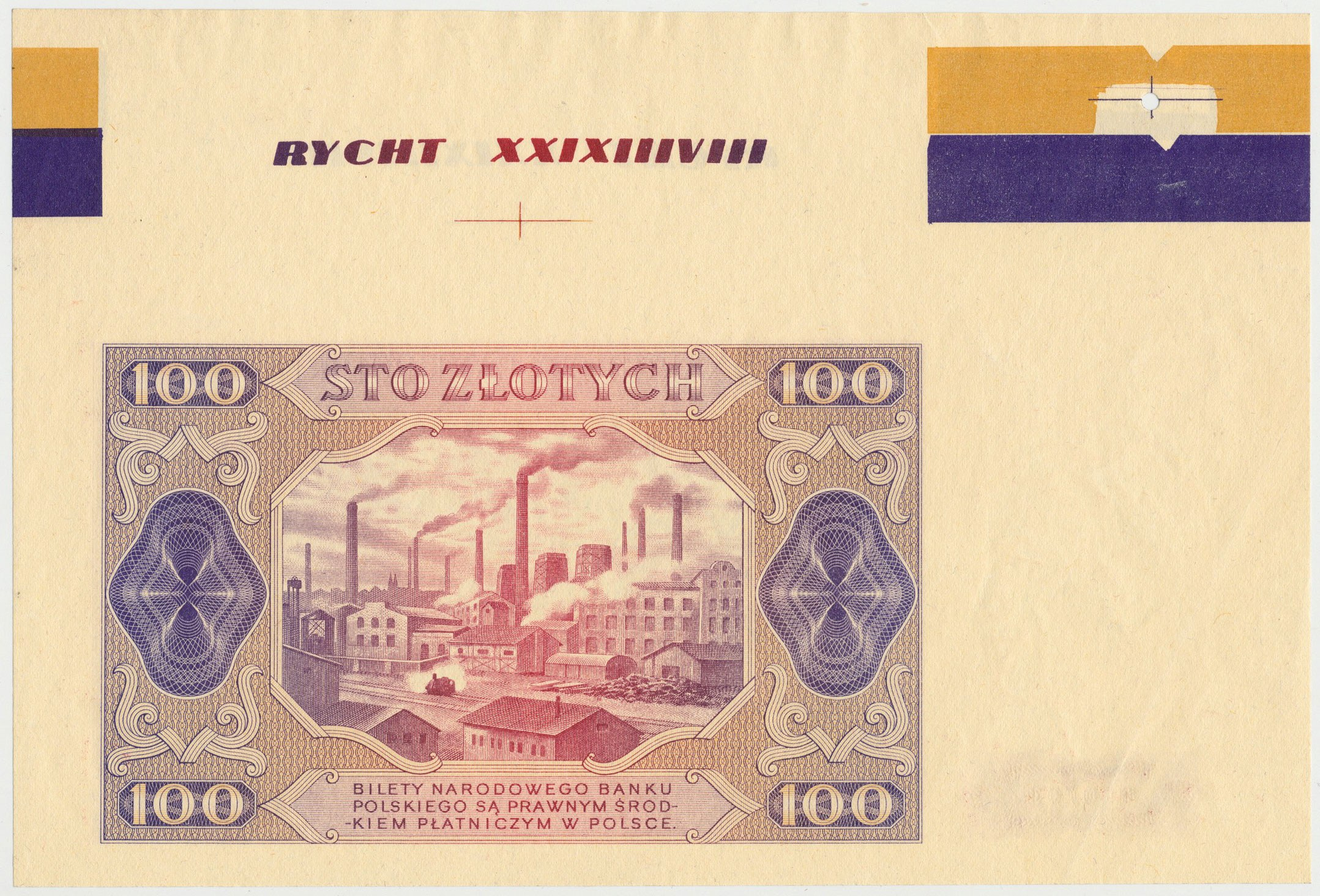
rewers

#### Wzory
| Nominał     | Awers banknotu | Rewers banknotu |
| ----------- | -------------- | --------------- |
| 2 złote     |                |                 |
| 5 złotych   |                |                 |
| 10 złotych  |                |                 |
| 20 złotych  |                |                 |
| 50 złotych  |                |                 |
|             |                |                 |
| 100 złotych |                |                 |
| 500 złotych |                |                 |

### Obiegowa emisja 29 października 1965
W końcu 1959 r. NBP ogłosił konkurs na projekt banknotu 1000-złotowego. Zwycięską okazała się praca profesorów Henryka Tomaszewskiego i Juliana Pałki z Mikołajem Kopernikiem na awersie. Banknot opracowany był do realizacji już na początku lat 60. XX w. – jego emisję przygotowano z datą 24 maja 1962 r. (awersrewers). Nie wprowadzono go jednak wtedy do obiegu, gdyż prezes NBP, A. Zebrowski, podpisany na emisji 1962 r., przestał być prezesem. W konsekwencji dokonano zmiany daty emisji na 29 października 1965 wraz z uaktualnieniem podpisów władz banku.
Banknot wprowadzono do obiegu w czerwcu 1966 r., w czasie obchodów Tysiąclecia Państwa Polskiego.
Pomimo zastosowania tradycyjnych metod druku, banknot daleko odbiegał od będących dotychczas w obiegu biletów, wnosząc nowatorstwo graniczące z awangardą. Był najbarwniejszym i najdroższym pod względem kosztów produkcji banknotem polskim do tamtego czasu.
| Nominał      | Awers banknotu | Rewers banknotu |
| ------------ | -------------- | --------------- |
| 1000 złotych | awers          | rewers          |

### Ciekawostki
- Istnieją projekty banknotów o nominałach 50 groszy i 1 złoty emisji 1 lipca 1948[12][13].
- Na banknocie o nominale 2 złote emisji 1 lipca 1948 przedstawiono projekt budynku – przyszłej siedziby Narodowego Banku Polskiego. Projekt architektoniczny siedziby NBP był autorstwa Bohdana Pniewskiego[14].
- Przyjęta socrealistyczna linia dla banknotów emisji 1 lipca 1948 r. doprowadziła do tego, że na 10-złotówce umieszczono głowę rzeczywistego robotnika – gisera (odlewnika) z PWPW w Łodzi Mateusza Jóźwiaka[15].
- Modelką Wacława Borowskiego w przypadku głowy kobiety umieszczonej na banknocie 20-złotowym emisji 1 lipca 1948 r. była Helena Michalik, przyjaciółka artysty[16].
- Banknot o nominale 50 złotych emisji z 1 lipca 1948 miał początkowo przestawiać głowę górala i widok Tatr[17]. Decyzja czynników politycznych, że na nowych banknotach mają być umieszczane wizerunki „ludzi pracy” doprowadziła ostatecznie do umieszczenia głowy rybaka i widoku portu w Gdyni. 50-złotówkę według socrealistycznego wzoru drukowano w Szwecji, Czechosłowacji i Warszawie zmieniając sposób oznaczenia serii i numeracji, jak również gamę koloru i wielkość rozety z podaną cyfrą „50”. W XXI w. znane są wydrukowane egzemplarze pierwszej wersji nominału 50 złotych emisji 1 lipca 1948[18].
- Przy projekcie nominału 100 złotych emisji 1 lipca 1948 r. modelem wizerunku był autentyczny robotnik – kierowca PWPW Bronisław Tomaszewski[19][20].
- Wizerunki umieszczone na 500-złotówkach z 1 lipca 1948 r. powstały na podstawie autentycznych zdjęć, szkiców i rysunków górników podczas pracy w kopalni[19].

## Banknoty polskie w latach 1974–1996
Liczne postulaty dotyczące unowocześnienia będących w obiegu banknotów emisji 1948 (zbyt duży format, nietrwałość, brak estetyki) doprowadziły do intensywnych prac NBP nad zmianą papierowych znaków pieniężnych. Początkowo w latach 60. powstała koncepcja, aby banknoty przedstawiały wizerunki miast polskich, później, na początku lat 70. powstała inna koncepcja, aby na nowych banknotach znalazły się wizerunki Polaków, którzy w historii odegrali wiodącą rolę. Zlecenie opracowania obu serii otrzymał Andrzej Heidrich.

### Miasta polskie (seria E-71)
Banknoty otrzymały datę emisji 2 stycznia 1971 i ukazały się w nominałach: 
- 1 zł (bilet zdawkowy),
- 2 zł (bilet zdawkowy),
- 5 zł (bilet zdawkowy),
- 10 zł (bilet zdawkowy),
- 20 zł (Poznań),
- 50 zł (Gdańsk),
- 100 zł (Katowice),
- 500 zł (Kraków),
- 1000 zł (Warszawa).

W późniejszym czasie dodano kolejne banknoty z datą emisji 2 stycznia 1977:
- 200 zł (Lublin),
- 2000 zł (Gniezno).

Banknoty te nie zostały wprowadzone do obiegu, zostały przeznaczone na użytek możliwej wojny Układu Warszawskiego z NATO do wprowadzenia na zajętych terenach Europy Zachodniej, a sam zestaw banknotów oznaczony E-71 był przechowywany w trzech skrzyniach i miał status „tajne specjalnego znaczenia” aż do 2015. W 2003 zakończono niszczenie wydrukowanych banknotów.

### Wielcy Polacy
Początkowo pierwszym banknotem miała być 500-złotówka z podobizną Marii Skłodowskiej-Curie. Taki banknot przygotowano do druku i do emisji – wykonano próbne odbitki z umieszczoną datą emisji 2 stycznia 1971 (rewers). Ówczesne władze państwowe uznały jednak za niewłaściwe, aby na pierwszym banknocie serii znajdował się wizerunek kobiety. Zastrzeżenia budziły również umieszczone na marginesie dolnym sygnatury projektanta i rytowników. Banknot z wizerunkiem Marii Skłodowskiej-Curie czekał aż 18 lat, aby wejść do obiegu, w zmienionej szacie graficznej, innej kolorystyce, a także i nominale – 20 000 złotych.
NBP rozpoczął wprowadzanie nowych wzorów banknotów z serii „Wielcy Polacy” od 16 grudnia 1974 r. Wraz z pogarszającą się sytuacją gospodarczą i postępującą inflacją sukcesywnie wprowadzano nowe, coraz większe nominały. Po wprowadzeniu stanu wojennego w ramach emisji z 1982 r. wprowadzono banknoty 10 i 20 złotowe zastępujące bilon.
Jedynym banknotem odbiegającym tematycznie od serii „Wielcy Polacy” było 200 000 złotych z panoramą Warszawy, pierwotnie wykonane jako 1000 zł z równolegle planowanej wojennej serii E-71. Banknot ten był ostatnim banknotem PRL-u, wyemitowany z datą 1 grudnia 1989. Ze względu na brak zabezpieczeń był bardzo krótko w obiegu.
27 grudnia 1989 ustawą Sejmu PRL nastąpiła zmiana nazwy państwa na Rzeczpospolita Polska, co z pewnym opóźnieniem wpłynęło na emitowane znaki pieniężne. Wprowadzony do obiegu 26 lutego 1990 r. banknot o nominale 100 000 złotych miał umieszczoną na sobie już nieaktualną nazwę państwa – Polska Rzeczpospolita Ludowa. Także następne nominały:
- 500 000 złotych emisji 20 kwietnia 1990
- 1 000 000 złotych emisji 15 lutego 1991
- 2 000 000 złotych emisji 14 sierpnia 1992

nie były banknotami w pełni spójnymi z aktualną epoką historyczną, gdyż znak wodny miał jeszcze postać godła PRL.
Wszystkie banknoty poza jednym miały jednakowe wymiary – 138×63 mm. Wyjątek stanowił nominał 200 000 złotych – 135×64 mm.
Po wycofaniu z obiegu banknoty emitowane w latach 1974–1993 można było wymieniać w kasach Narodowego Banku Polskiego do 31 grudnia 2010 r., po czym utraciły swoją ważność.

### Lista banknotów obiegowych
| Lp. | Nominał           | Zdjęcie         | Emisja            | Opis                                                        |
| --- | ----------------- | --------------- | ----------------- | ----------------------------------------------------------- |
| 1   | 10 złotych        |                 | 1 czerwca 1982    | Józef Bem                                                   |
| 2   | 20 złotych        |                 | 1 czerwca 1982    | Romuald Traugutt                                            |
| 3   | 50 złotych        |                 | 9 maja 1975       | Karol Świerczewski i Order Krzyża Grunwaldu                 |
| 4   | 50 złotych        | 1 czerwca 1979  |                   | Karol Świerczewski i Order Krzyża Grunwaldu                 |
| 5   | 50 złotych        | 1 czerwca 1982  |                   | Karol Świerczewski i Order Krzyża Grunwaldu                 |
| 6   | 50 złotych        | 1 czerwca 1986  |                   | Karol Świerczewski i Order Krzyża Grunwaldu                 |
| 7   | 50 złotych        | 1 grudnia 1988  |                   | Karol Świerczewski i Order Krzyża Grunwaldu                 |
| 8   | 100 złotych       | awers i rewers  | 5 stycznia 1975   | Ludwik Waryński i Socjalno-Rewolucyjna Partia Proletariat   |
| 9   | 100 złotych       | awers i rewers  | 17 maja 1976      | Ludwik Waryński i Socjalno-Rewolucyjna Partia Proletariat   |
| 10  | 100 złotych       | awers i rewers  | 1 czerwca 1979    | Ludwik Waryński i Socjalno-Rewolucyjna Partia Proletariat   |
| 11  | 100 złotych       | awers i rewers  | 1 czerwca 1982    | Ludwik Waryński i Socjalno-Rewolucyjna Partia Proletariat   |
| 12  | 100 złotych       | awers i rewers  | 1 czerwca 1986    | Ludwik Waryński i Socjalno-Rewolucyjna Partia Proletariat   |
| 13  | 100 złotych       | awers i rewers  | 1 grudnia 1988    | Ludwik Waryński i Socjalno-Rewolucyjna Partia Proletariat   |
| 14  | 200 złotych       | awers i rewers  | 25 maja 1976      | Jarosław Dąbrowski i dewiza „Za Waszą Wolność i Naszą”      |
| 15  | 200 złotych       | awers i rewers  | 1 czerwca 1979    | Jarosław Dąbrowski i dewiza „Za Waszą Wolność i Naszą”      |
| 16  | 200 złotych       | awers i rewers  | 1 czerwca 1982    | Jarosław Dąbrowski i dewiza „Za Waszą Wolność i Naszą”      |
| 17  | 200 złotych       | awers i rewers  | 1 czerwca 1986    | Jarosław Dąbrowski i dewiza „Za Waszą Wolność i Naszą”      |
| 18  | 200 złotych       | awers i rewers  | 1 grudnia 1988    | Jarosław Dąbrowski i dewiza „Za Waszą Wolność i Naszą”      |
| 19  | 500 złotych       |                 | 16 grudnia 1974   | Tadeusz Kościuszko i sztandar powstania kościuszkowskiego   |
| 20  | 500 złotych       | 17 czerwca 1976 |                   | Tadeusz Kościuszko i sztandar powstania kościuszkowskiego   |
| 21  | 500 złotych       | 1 czerwca 1979  |                   | Tadeusz Kościuszko i sztandar powstania kościuszkowskiego   |
| 22  | 500 złotych       | 1 czerwca 1982  |                   | Tadeusz Kościuszko i sztandar powstania kościuszkowskiego   |
| 23  | 1000 złotych      |                 | 2 lipca 1975      | Mikołaj Kopernik i jego układ słoneczny                     |
| 24  | 1000 złotych      | 1 czerwca 1979  |                   | Mikołaj Kopernik i jego układ słoneczny                     |
| 25  | 1000 złotych      | 1 czerwca 1982  |                   | Mikołaj Kopernik i jego układ słoneczny                     |
| 26  | 2000 złotych      |                 | 1 maja 1977       | Mieszko I i Bolesław I Chrobry                              |
| 27  | 2000 złotych      | 1 czerwca 1979  |                   | Mieszko I i Bolesław I Chrobry                              |
| 28  | 2000 złotych      | 1 czerwca 1982  |                   | Mieszko I i Bolesław I Chrobry                              |
| 29  | 5000 złotych      | awers i rewers  | 1 czerwca 1982    | Fryderyk Chopin i melodia poloneza                          |
| 30  | 5000 złotych      | awers i rewers  | 1 czerwca 1986    | Fryderyk Chopin i melodia poloneza                          |
| 31  | 5000 złotych      | awers i rewers  | 1 grudnia 1988    | Fryderyk Chopin i melodia poloneza                          |
| 32  | 10 000 złotych    | awers i rewers  | 1 lutego 1987     | Stanisław Wyspiański i rysunek „Planty o świcie”            |
| 33  | 10 000 złotych    | awers i rewers  | 1 grudnia 1988    | Stanisław Wyspiański i rysunek „Planty o świcie”            |
| 34  | 20 000 złotych    | awers i rewers  | 1 lutego 1989     | Maria Skłodowska-Curie i reaktor „EWA”                      |
| 35  | 50 000 złotych    | awers i rewers  | 1 grudnia 1989    | Stanisław Staszic i Pałac Staszica                          |
| 36  | 50 000 złotych    | awers i rewers  | 16 listopada 1993 | Stanisław Staszic i Pałac Staszica                          |
| 37  | 100 000 złotych   | awers i rewers  | 1 lutego 1990     | Stanisław Moniuszko i gmach Teatru Narodowego               |
| 38  | 100 000 złotych   | awers i rewers  | 16 listopada 1993 | Stanisław Moniuszko i gmach Teatru Narodowego               |
| 39  | 200 000 złotych   | awers i rewers  | 1 grudnia 1989    | Godło Polskiej Rzeczypospolitej Ludowej i panorama Warszawy |
| 40  | 500 000 złotych   | awers i rewers  | 20 kwietnia 1990  | Henryk Sienkiewicz i powieść „Potop”                        |
| 41  | 500 000 złotych   | awers i rewers  | 16 listopada 1993 | Henryk Sienkiewicz i powieść „Potop”                        |
| 42  | 1 000 000 złotych | awers i rewers  | 15 lutego 1991    | Władysław Reymont i powieść „Chłopi”                        |
| 43  | 1 000 000 złotych | awers i rewers  | 16 listopada 1993 | Władysław Reymont i powieść „Chłopi”                        |
| 44  | 2 000 000 złotych | awers i rewers  | 14 sierpnia 1992  | Ignacy Jan Paderewski i herb II RP                          |
| 45  | 2 000 000 złotych | awers i rewers  | 16 listopada 1993 | Ignacy Jan Paderewski i herb II RP                          |

### Ciekawostki
- Pierwsze egzemplarze banknotu 2 000 000 złotych zawierały błąd. Na stronie odwrotnej widniał napis Sejm Konstytucyjy zamiast Sejm Konstytucyjny. Błąd powstał na etapie projektowania, a zauważony został już po wydrukowaniu pewnej ich liczby, która trafiła do obiegu. Kolejne partie zostały wydrukowane poprawnie[47].
- Przed wprowadzeniem banknotu 20 000 złotych dowcipkowano, jak poinformowano w Dzienniku Telewizyjnym z 15 sierpnia 1988 w krótkim reportażu o różnicy pomiędzy biletami a banknotami Narodowego Banku Polskiego, że na tym nominale może być umieszczony wizerunek Adama Mickiewicza – autora „Dziadów” ale także „Pana Tadeusza”[48].
- Początkowo Andrzej Heidrich zaprojektował na banknocie 10 000 złotych wizerunek Stanisława Wyspiańskiego z jego własnego autoportretu, na którym poeta uwiecznił się w młodopolskiej pozie, nieuczesane włosy, niechlujnie ubrany w kożuch. Projekt został poprawiony i finalnie Wyspiański został uwieczniony elegancko, starannie uczesany, z białym kołnierzykiem[49].
- Zanim doszło do denominacji, planowano wprowadzić do obiegu banknot o nominale 5 000 000 złotych, zawierający wizerunek Józefa Piłsudskiego. Projekt wykonał autor obowiązującej wówczas serii banknotów, Andrzej Heidrich, ale w związku z zahamowaniem inflacji i podjętą decyzją o denominacji nie został wprowadzony. Ostatecznie dopiero w 2006 r. PWPW wydrukowała okazyjne i nieobiegowe repliki banknotu na papierze bez zabezpieczeń w nakładzie 7500 szt.[50] Na replice banknotu widnieje data 12 maja 1995 r. Część nakładu (3000 sztuk) stała się jednym z elementów zestawów kolekcjonerskich „80. Rocznica Przewrotu Majowego” wyemitowanych 26 kwietnia 2006 r. przez Mennicę Polską. Oprócz repliki banknotu w skład tych zestawów wchodził medal przedstawiający ww. banknot oraz numizmat wykonany w postaci kwadratowej klipy z wykorzystaniem rysunku nieobiegowej monety II Rzeczypospolitej 100 marek polskich 1922 z profilem Józefa Piłsudskiego[51].
- 5 sierpnia 2014 r. został wyemitowany pierwszy polski banknot polimerowy o nominale 20 złotych. Jest to banknot kolekcjonerski upamiętniający 100. rocznicę powstania Legionów Polskich[52]. Banknot był wzorowany na projekcie banknotu 5 000 000 złotych[52][53].
- Fragment banknotu o nominale 1000 złotych (emisja z 1975), przedstawiającego Mikołaja Kopernika, został umieszczony na okładce płyty Complete Greatest Hits zespołu Foreigner (litera „p” w wyrazie „Complete”)
- Wzory banknotów z serii „Wielcy Polacy” wykorzystano w teledysku Money Is Not Our God zespołu Killing Joke[54].
- Jeśli przyjąć jako kryteria: nominał banknotu, jego datę emisji oraz literowe oznaczenie serii, to całkowita liczba różnych banknotów powstałych w wyniku działalności emisyjnej lat 1974–1993 prowadzonej przez Narodowy Bank Polski wynosi 1581 obiegowych pozycji kolekcjonerskich[55].